# Classe Nikolay Zubov
Le unità appartenenti alla classe Nikolay Zubov (nome in codice NATO delle navi russe di progetto 850) sono navi per ricerche e spedizioni oceanografiche, costruite tra il 1963 ed il 1968 in Polonia.
Oggi non dovrebbero più essere operative.
La classificazione russa per queste navi è Ekspeditsionnoye Okeanograficheskoye Sudno (EOS: nave per spedizioni oceanografiche).

## Il servizio
La classe complessivamente contava quattro unità, tutte costruite presso il cantiere polacco di Stettino.
Si tratta di piccole unità, adatte per effettuare diversi tipi di attività di ricerca.
Sono state tenute a lungo in servizio per la loro economicità di impiego. Comunque, non dovrebbero più essere operative o comunque prossime alla radiazione. Le quattro unità varate sono:
- Nikolay Zubov
- Andrey Vil'kitskiy
- Boris Davydov
- Semen Dezhnev